# Resolució 835 del Consell de Seguretat de les Nacions Unides
La Resolució 835 del Consell de Seguretat de les Nacions Unides fou adoptada per unanimitat el 2 de juny de 1993. Després de recordar les resolucions 668 (1990), 745 (1992), 810 (1993) 826 (1993) i altres resolucions pertinents, el Consell va expressar el seu reconeixement per la Autoritat Transitòria de les Nacions Unides a Cambodja (UNTAC) arran de les últimes eleccions a Cambodja.
El Consell va passar a elogiar els esforços de Yasushi Akashi, el Representant Especial del Secretari General Boutros Boutros-Ghali a Cambodja per proporcionar suport malgrat les dificultats i les dificultats experimentades. Per tant, va retre homenatge al llavors Rei de Cambodja Norodom Sihanouk pel seu lideratge del Consell Nacional Suprem i al nombre de cambodjans que van exercir el seu vot, a més avalant la visió que les eleccions van ser lliures i justes.
Convidant al Secretari General que faci arribar el seu informe al més aviat possible en la celebració de les eleccions, el Consell va anunciar la seva intenció de recolzar l'assemblea constituent recentment elegida per formar un nou govern i redactar una constitució. Es va instar a tots els partits a respectar els resultats de les eleccions després d'un descontentament entre els partits polítics i fer tot el possible per aconseguir un establiment pacífic d'un govern democràtic. Finalment es va instar la comunitat internacional a contribuir a la reconstrucció i rehabilitació de Cambodja.